# HMS Glorious (77)
El HMS Glorious (77) fue un buque de la Real Armada Británica de la clase Courageous, originalmente concebido como crucero de batalla durante la Primera Guerra Mundial y reconvertido a portaaviones en el periodo previo al comienzo de la Segunda Guerra Mundial. Fue el único portaaviones inglés hundido por disparos de superficie enemigos durante la Segunda Guerra Mundial (y uno de los dos de esa manera en ese conflicto, el otro fue el USS Gambier Bay)

## Historial de servicio

### Como crucero

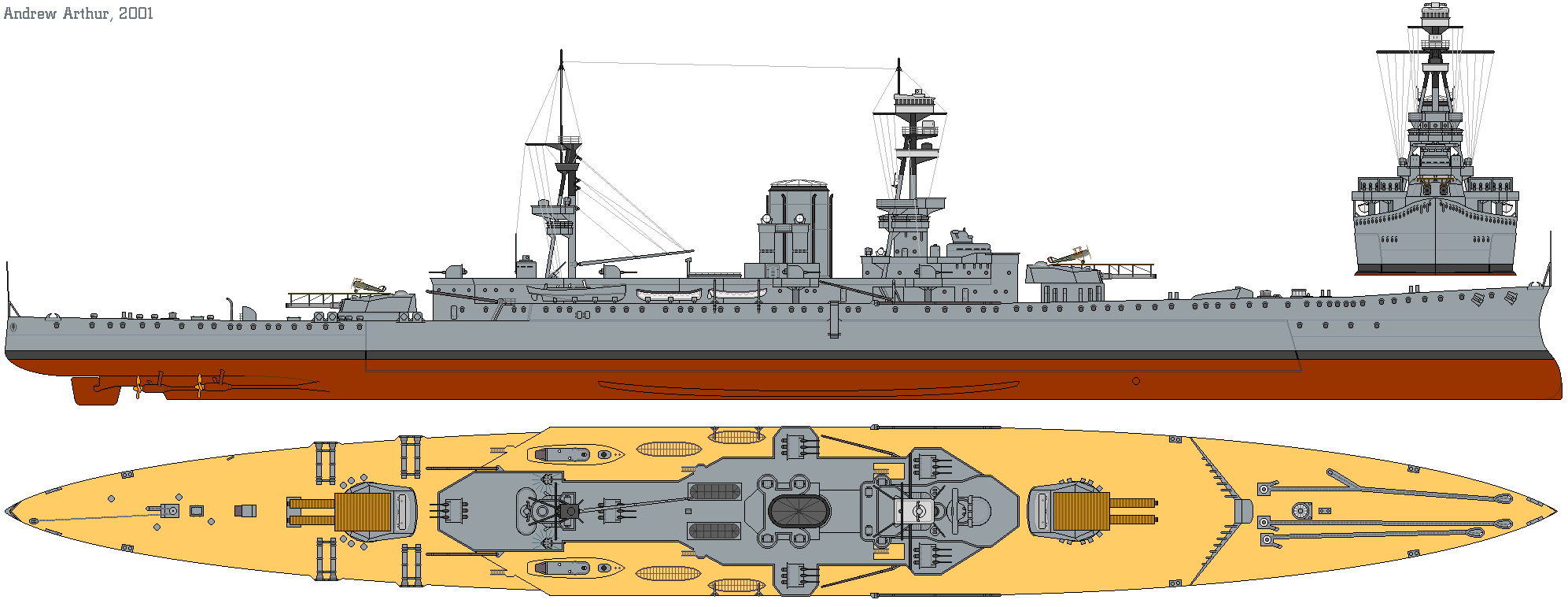
El HMS Glorious como crucero.

El HMS Glorious fue concebido por Lord John Arbuthnot Fisher como un crucero de batalla armado con piezas de grueso calibre de 381 mm, construido y botado como tal en los famosos astilleros Harland & Wolff en Belfast, Irlanda del Norte, en abril de 1916 en los comienzos de la Primera Guerra Mundial. Estaba clasificado como crucero de batalla ligero a pesar de su armamento principal.
Constituía clase junto al HMS Furious y el HMS Courageous.
El HMS Glorious fue comisionado en enero de 1917, en pleno desarrollo de la Primera Guerra Mundial y fue asignado como el buque insignia del tercer escuadrón de cruceros de batalla y tuvo por toda acción sustancial, la participación en la Batalla de Heligoland sin sufrir mayores daños. En 1919, pasó a ser buque-escuela en Davenport y pasando luego a la reserva.

### Como portaaviones
Después del Tratado Naval de Washington en 1922, el Almirantazgo decidió su transformación a portaaviones. En 1924, comenzó su transformación como tal, conversión que duró hasta 1930. En su primera configuración como portaaviones presentaba una doble cubierta de vuelo, la cubierta principal y otra más corta en el sector de proa, ligeramente semejante a su homólogo japonés, el Akagi. Esta configuración se mantuvo por un año, hasta 1935 cuando se cambió el uso de la cubierta corta de proa para ubicar armamento antiaéreo y catapultas para aviones. 

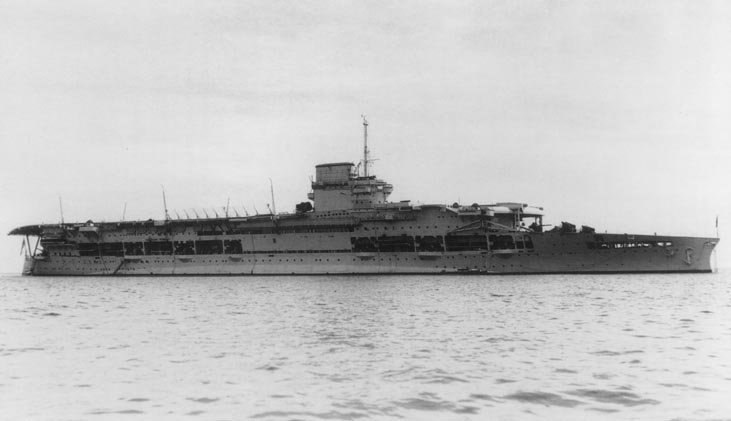
El HMS Glorious como portaaviones.

Su primera anotación relevante en su bitácora como portaaviones no fue auspiciosa, ya que el 1 de abril de 1931, estando cerca de Gibraltar, chocó con el paquebote francés Florida penetrando en su casco, lo que causó unas 29 víctimas.
En los preámbulos de la Segunda Guerra Mundial, el HMS Glorious fue asignado a aguas del Mediterráneo, teniendo como base la isla de Malta y posteriormente destinado a Alejandría cuando la entrada de Italia al conflicto era inminente. En octubre de 1939, el HMS Glorious fue asignado a la Fuerza I junto al anticuado acorazado HMS Malaya en la búsqueda del acorazado de bolsillo alemán Graf Spee. Posteriormente en enero de 1940, transfirió aeronaves a la isla de Malta.
En los meses de abril y mayo de 1940, en vista de la inminente campaña de Noruega, fue asignado junto al HMS Ark Royal para realizar misiones de hostigamiento a posiciones alemanas en ese país, logrando notables éxitos en sus ataques gracias a sus Blackburn Skua y Gloster Gladiator , proveyendo cobertura aérea a la evacuación de las fuerzas inglesas. El 28 de mayo recibió en sus cubiertas a un escuadrón de 8 Hurricane, y 10 Gladiator de los escuadrones n.º 46 y n.º 263, cuyos pilotos se negaron a destruir sus aparatos estacionados en Bardufoss, Noruega prefiriendo apontar por primera vez en la cubierta del HMS Glorious. El 2 de junio, realizó acciones de cobertura protegiendo las tropas que eran evacuadas desde Narvik como parte de la operación Alfabeto en una desesperada evacuación de las fuerzas aliadas desde Noruega.

#### Hundimiento
El 8 de junio de 1940 el HMS Glorious, al mando del comandante de submarinos Guy D'Oyly-Hughes, navegaba junto a los destructores de escolta HMS Ardent y HMS Acasta, a unas 300 millas de las costas noruegas después de haber solicitado al Vicealmirante Lionel Victor Wells a bordo del HMS Ark Royal, la autorización para proceder en forma independiente un rumbo más directo pasando entre las Faroe y las Shetland, hacia Scapa Flow.

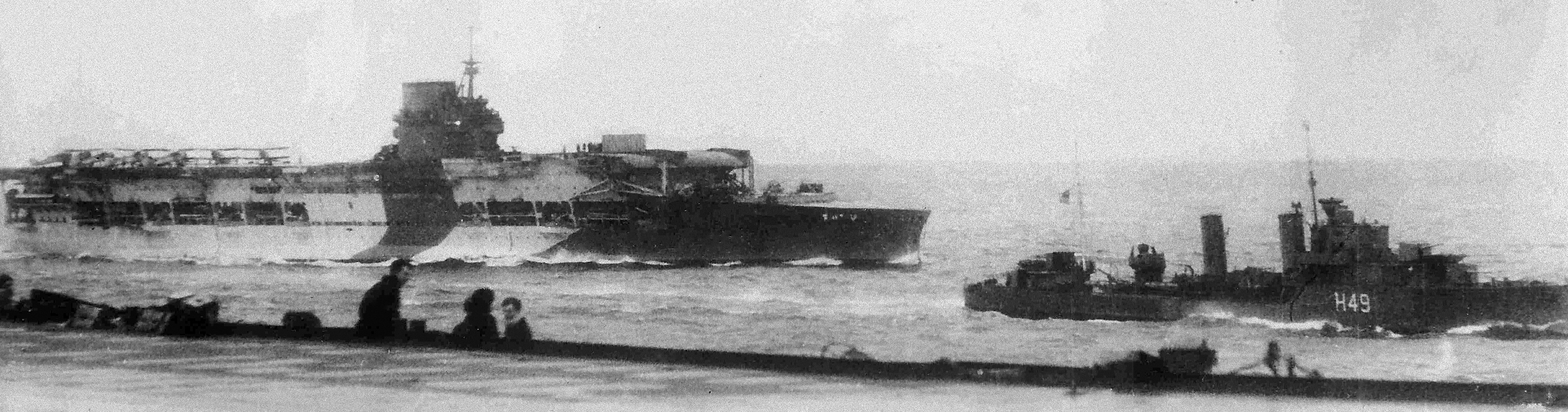
Última foto del HMS Glorious, tomada en la mañana del 8 de junio de 1940.

Estando en esos menesteres, el 8 de junio de 1940, hacia las 16:45, la formación inglesa fue avistada por los cruceros pesados alemanes Scharnhorst y el Gneisenau sobre las 16:46. 
Los británicos no tenían cobertura aérea en ese momento ya que predominaba viento norte que hacía imposible el despegue sin tener que cambiar de rumbo. El Scharnhorst y el Gneisenau, estaban a 69º10'E con rumbo norte a 18 nudos, con curso 345°, y a las 16:47 avistaron a 60°, humo en el horizonte por el este. 
El capitán K. C. Hoffmann a bordo del Scharnhorst estaba al mando del escuadrón, y el Gneisenau, al mando del capitán Herald Netzband, que lo seguía a popa. La identificación inicial no fue clara por parte de los alemanes en un primer momento dado la distancia. El Scharnhorst confirma identificación y comunica un posible enemigo a las 16:58 al Gneisenau confirmando que había avistado una fuerza británica al sureste a una distancia de 40 km. En un primer momento se pensó en un transporte de tropas enemigo escoltado. Los británicos aún no divisaban a la formación alemana.

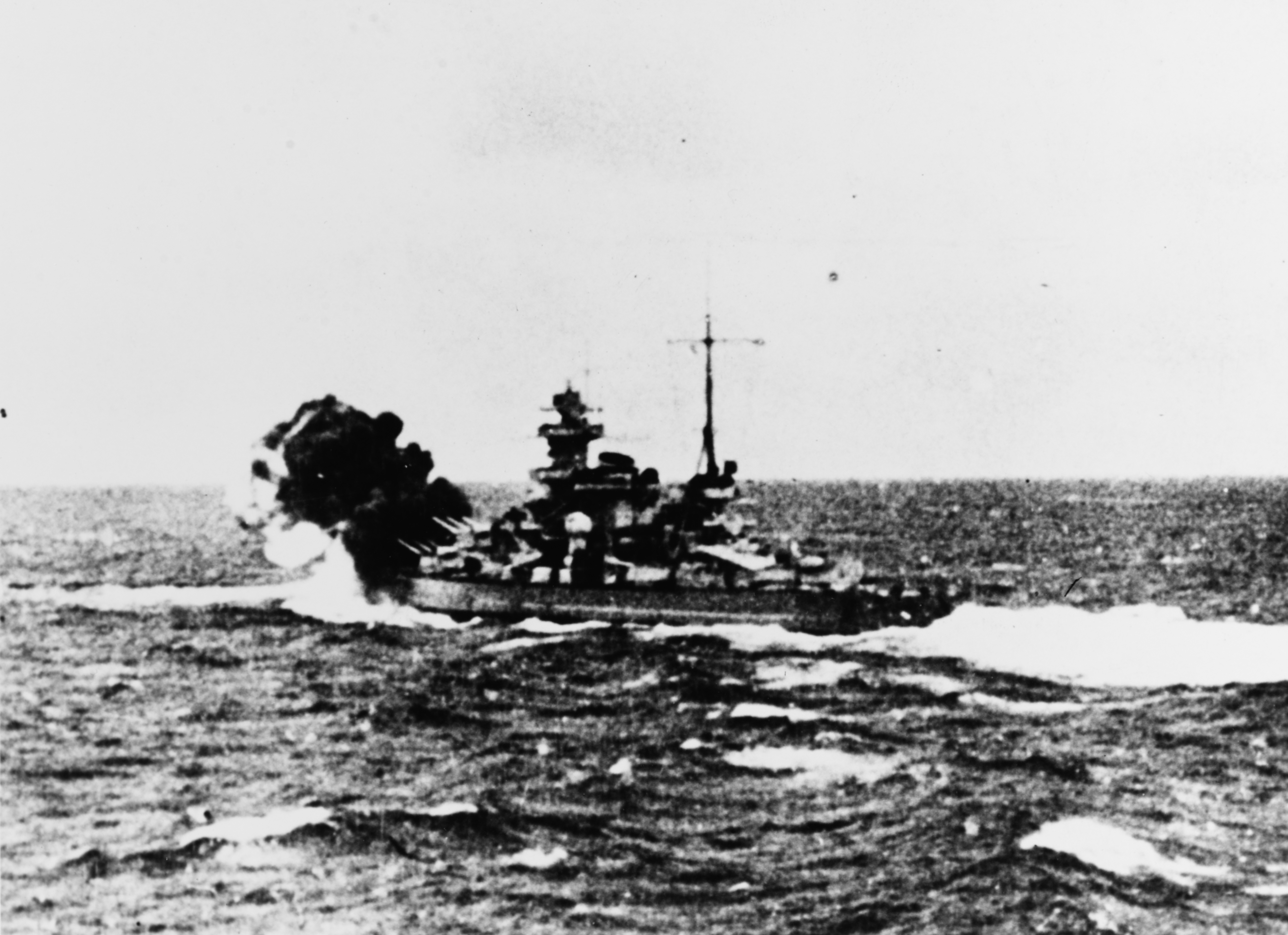
El Scharnhorst dispara una salva contra el HMS Glorious (8 de junio de 1940)

Las naves alemanes viran con curso 330° a una velocidad de 19 nudos. El viento estaba calmo (aproximadamente 6.5 nudos), el mar también, la temperatura ambiental era de 1 °C y había excelente visibilidad. No había escapatoria para los ingleses y la alarma de zafarrancho de combate fue dada en los buques alemanes. El capitán G.D. D'Oyly-Hughes a las 17:00, detectó la presencia de las dos naves no identificadas por babor. El HMS Glorious y sus destructores escolta estaban navegando en el curso 205° a 17 nudos, haciendo zig-zag para evitar posibles ataques de submarinos alemanes. El portaaviones no tenía en ese momento ninguna aeronave en la cubierta de despegue, ni en el aire. Cada destructor estaba a los lados del Glorious. El radar de las tres naves no estaba en operatividad, por lo que se le ordenó al HMS Ardent acercarse a las naves extrañas e identificarlas, mientras que el HMS Acasta continuó cerca del Glorious a estribor.
A las 17:06 las naves alemanas dieron un brusco viraje a estribor y aceleraron a máxima velocidad, con nuevo curso de 30°. El Scharnhorst lideraba, mientras que el Gneisenau lo seguía desde el lado de babor, acercándose cada vez más a las barcos británicos. El primer oficial de artillería del Scharnhorst, capitán de fragata Lowisch, desde el mástil de control reportó que una de las naves tenía una posible rampa de aterrizaje y que se trataba de un portaaviones del tipo Ark Royal con escolta menor. Las naves alemanas viran nuevamente con curso 70° a las 17:12 y el Scharnhorst comunica por interfono que positivamente la nave avistada era un portaaviones, creyendo identificarla como el HMS Ark Royal escoltado por dos destructores. 
Un destructor al norte y el otro al sur del portaaviones. El destructor británico Ardent se acerca a los navíos alemanes haciendo señales luminosas de solicitud de identificación. El Glorious sospechando lo indeseable incrementa a su velocidad máxima (30 n), mientras que el  HMS Acasta lo acompaña del lado de estribor. Las naves británicas se acercan cada vez más a la escuadra alemana que a su vez cruzan su estela a 30 km, por popa hacia estribor.
Finalmente el HMS Acasta da la alarma de que se trata de cruceros pesados enemigos. El Glorious empieza a transmitir el reporte de su enemigo en la frecuencia de la Flota Base: - "Dos cruceros de batalla, curso 308° distancia 15 millas, curso 30°. Mi posición es 154° con 69'N 4°E".- Las naves alemanas hacen su última aproximación virando a la máxima velocidad a estribor con curso 150°. Ahora el enemigo está en babor y la distancia de las naves británicas continúa acortándose rápidamente. El Scharnhorst está en posición de cabeza de formación, en tanto que el Gneisenau lo sigue del lado de babor. Las torres están listas para disparar. El Ardent hace un brusco viraje a babor para aumentar la distancia con las naves alemanas y prepara un ataque de torpedos. El Glorious viró a babor, mientras que el Acasta empezó a emitir humo químico para cubrir al portaaviones en su retirada. En el Gloriuos la actividad era frenética y se preparan los únicos cinco Swordfish para despegar. Sólo tres llegarían a la pista desde el hangar y nada más que dos estarían listos para despegar con bombas y torpedos antisubmarinos. No alcanzarían a despegar.
El Scharnhorst inicia el ataque a las 17:26 con su principal artillería empleando munición perforante contra el portaaviones, mientras que la artillería de segundo plano comenzó el ataque contra su destructor escolta que se acercaba, que era el HMS Ardent. Enormes piques rodean al Ardent quien se juega el combate en una sola mano al lanzar cuatro ataques de torpedos con salvas de cuatro torpedos cada una, una tras otra, lo que obliga a los cruceros alemanes a peinar las estelas de los torpedos. El HMS Ardent no obtiene impactos y con este ataque agota todas sus posibilidades ofensivas. El Gneisenau abre fuego un minuto después a menos de 14 500 m contra el HMS Ardent, que es alcanzado en el cuarto de calderas, destruyendo la caldera 1, por lo que la velocidad se reduce, es brutalmente acribillado y se hunde posteriormente.
Los primeros disparos del Scharnhorst caen cortos mientras que el Gneisenau intentó centrar al HMS Acasta. A las 17:36 se observó el primer impacto en el portaaviones que le destruye el hangar delantero e incendia los Hurricane almacenados en su interior. Pronto el incendio se hace incontrolable. El barco comienza a escorar a babor. El HMS Acasta tiende una cortina de humo para tratar de cubrir al portaaviones y a su vez se cubre con su propia cortina mientras prepara un ataque torpedero. A una distancia de 13 000 m lanzó su ataque torpedero alcanzando al buque en cabeza, el Scharnhorst a popa deshabilitándose la torre de popa y provocándole inundaciones que reduce su andar. El ataque causó 60 bajas alemanas. El HMS Acasta es acribillado por salvas de 280 mm del Gneisenau y se hundió a las 19:08 finalizando el desigual combate, sólo dos marinos sobrevivieron. 
A las 17:56 el puente del HMS Glorious fue alcanzado por una salva de las torres delanteras del Scharnhorst impactando el puente de mando  matando a todos en él incluyendo al comandante D'Oyly-Hughes. Finalmente se hundiría dando vuelta de campana, más tarde a las 19:12. Perecerían 1.519 hombres del portaaviones (casi el mismo número de víctimas del RMS Titanic) y solo se salvarían 38. Los alemanes dieron la vuelta y se retiraron del escenario de la operación Juno. La posición del hundimiento del HMS Glorious es aproximadamente en las coordenadas geográficas 69°0′N 04°0′E / 69.000, 4.000.